# Челноков, Николай Васильевич
Никола́й Васи́льевич Челноко́в (26 апреля (9 мая) 1906, Иркутск — 16 июля 1974, Москва) — советский лётчик минно-торпедной авиации ВВС ВМФ, дважды Герой Советского Союза (14.06.1942 и 19.08.1944). Генерал-майор авиации (11.05.1949).

## Биография
Родился в семье рабочего-железнодорожника. В 1908 году с семьёй переехал в Санкт-Петербург, там окончил трёхклассное городское училище в 1917 году. Во время начавшейся Гражданской войны отец вывез семью из голодающего Петрограда в свою родную деревню Глебово Кашинского уезда Тверской губернии — на родину Василия Сергеевича. Затем Николай жил в Твери, там окончил 9-летнюю школу. В 1926 году вернулся в Ленинград, но поскольку не имел никакой специальности, пришлось идти на биржу труда, работал по её направлению поденщиком на временных работах, грузчиком на железнодорожной станции, чернорабочим на стройках, освоил специальность штукатура. В 1928 году поступил на первый курс Ленинградского электротехнического института.

## Начало военной службы
В Советской Армии с декабря 1928 года. Окончил Военно-теоретическую школу лётчиков ВВС РККА в Ленинграде (1929), 2-ю военную школу лётчиков имени Осоавиахима в Борисоглебске (1930), школу морских лётчиков имени И. В. Сталина в Севастополе (1931). После выпуска из школы оставлен в ней лётчиком-инструктором (в 1932 году авиашкола была переведена из Севастополя в Ейск), в 1933 году стал командиром звена, в 1936 году командиром авиаотряда. Во время службы в авиашколе был избран депутатом Ейского городского совета депутатов трудящихся (1936—1939). За отличную и безаварийную подготовку курсантов награждён орденом «Знак Почёта».
С марта 1938 года служил в составе 1-го минно-торпедного авиаполка 8-й бомбардировочной авиационной бригады ВВС Балтийского флота. В должности младшего лётчика полка участвовал в советско-финской войне  1939−1940 годов. Выполнил 40 боевых вылетов. За проявленную отвагу награждён орденом Красного Знамени.
После завершения боевых действий уже опытный лётчик быстро вырос по служебной лестнице, став командиром звена, помощником командира и командиром эскадрильи. Член ВКП(б) с 1940 года.

## Великая Отечественная война
Участник Великой Отечественной войны с июня 1941 года. В октябре 1941 года стал командиром эскадрильи 57-го авиационного полка ВВС Балтийского флота. К концу декабря 1941 года выполнил 78 боевых вылетов, нанеся противнику большой урон: подбито и повреждено 51 танк, 148 автомашин, 43 зенитных установки, 18 бронемашин, 12 орудий полевой артиллерии, 4 дальнобойных орудия, 1 железнодорожный эшелон с паровозом и другая боевая техника. Его эскадрилья выполнила около 700 боевых вылетов. Эти достижения тем более весомы, что в 1941 году основная часть боевых вылетов пришлась на сухопутный фронт, без истребительного прикрытия, пытаясь задержать немецкие войска в ходе Прибалтийской и Ленинградской оборонительных операций.
Указом Президиума Верховного Совета СССР «О присвоении звания Героя Советского Союза начальствующему составу Военно-морского флота» от 14 июня 1942 года за «образцовое выполнение боевых заданий командования на фронте борьбы с немецкими захватчиками и проявленные при этом отвагу и геройство» капитан Челноков Николай Васильевич удостоен звания Героя Советского Союза с вручением ордена Ленина и медали «Золотая Звезда».
В апреле 1942 года был назначен заместителем командира, а в августе 1942 — командиром 1-го гвардейского минно-торпедного авиаполка ВВС Балтийского флота. Под его командованием полк летал на бомбардировки военных объектов и военно-морских баз Хельсинки, Котка, Выборг, Таллин, аэродромам Красногвардейск, Сиверская, Тосно, Луга, Нарва. В летние месяцы 1942 года полк вёл также борьбу с немецко-финским судоходством в Финском заливе, потопив 4 транспорта, 10 боевых кораблей и сбив 2 самолёта. Был снят с должности командира полка из-за чрезвычайного происшествия, когда 2 мая 1943 года из-за ошибки технического персонала взорвались 8 подвешенных к самолёту авиабомб. При этом погиб 1 военнослужащий, полностью сгорело 2 и повреждено 5 самолётов. Военный трибунал Балтийского флота 26 мая 1943 года приговорил майора Н. В. Челнокова к 5 годам исправительно-трудовых лагерей с отсрочкой исполнения приговора до окончаний войны. 11 июня он был понижен в воинском звании до майора.
В июне 1943 года был переведён в ВВС Черноморского флота помощником командира по лётной подготовке и воздушному бою 8-го гвардейского штурмового авиаполка. В августе 1943 назначен командиром эскадрильи 47-го штурмового авиационного полка. С октября 1943 — инспектор-лётчик 11-й штурмовой авиационной дивизии ВВС флота. С декабря 1943 года — командир 8-го гвардейского штурмового авиационного полка ВВС Черноморского флота. За это время участвовал в битве за Кавказ, в Новороссийско-Таманской, Керченско-Эльтигенской десантной, Крымской наступательных операциях.
К августу 1944 года выполнил 277 боевых вылетов Только на посту командира 8-го гвардейского штурмового авиаполка лично потопил 1 транспорт, 1 сторожевой катер, 1 торпедный катер, 1 быстроходную десантную баржу. Полк под его командованием потопил 19 транспортов, 32 боевых корабля различных классов и 12 катеров.
За отличное выполнение боевых заданий командования на фронте борьбы с немецко-фашистскими захватчиками и проявленные при этом отвагу и геройство Указом Президиума Верховного Совета СССР от 19 августа 1944 года майору Челнокову Николаю Васильевичу вторично присвоено звание Героя Советского Союза с вручением второй медали «Золотая Звезда».
В августе — октябре 1944 года — командир 9-й штурмовой авиационной дивизии ВВС Балтийского флота. Авиадивизия под командованием Челнокова успешно наносила удары по неприятельским портам, кораблям в море, железнодорожным станциям и войскам противника, поддерживая действия советских войск в Прибалтийской наступательной операции. В октябре 1944 года отозван с фронта и направлен на учёбу на академические курсы усовершенствования офицерского состава при Военно-морской академии имени К. Е. Ворошилова.
Всего за годы войны Н. В. Челноков совершил 277 боевых вылетов. Дивизия за время его командования потопила 55 и повредила 51 транспорт и боевой корабль, в воздушных боях сбит 21 самолёт врага.

## Послевоенная биография
После окончания академических курсов в мае 1945 года вновь принял командование 9-й штурмовой авиационной дивизией на Балтике. В декабре 1947 года вновь убыл на учёбу. В 1949 году окончил Высшую военную академию имени К. Е. Ворошилова. С февраля 1950 года — помощник командующего ВВС 4-го флота на Балтийском море. С июня 1950 года служил в Главной инспекции ВМС генерал-инспектором Инспекции по ВВС и ПВО, затем старшим инспектором по минно-торпедной авиации. С июля 1953 года — главный штурман авиации ВМС. В марте 1954 года назначен начальником кафедры штурманской службы, радиотехнических средств и авиационного оружия Военно-морской академии имени К. Е. Ворошилова. Но уже через месяц, в апреле 1954 года генерал-майор авиации Челноков уволен в запас по болезни.
Жил в Москве. Работал начальником управления в Министерстве внешней торговли СССР.
Депутат Верховного Совета СССР 2-го созыва (1946—1950).
Скончался в Москве 16 июля 1974 года, похоронен на Головинском кладбище.

## Воинские звания
- старший лейтенант (23.03.1936)
- капитан (16.11.1939)
- майор (23.11.1941)
- подполковник (19.11.1942)
- майор (11.08.1943, понижен в звании по приговору военного трибунала)
- подполковник (31.12.1943)
- полковник (17.10.1944)
- генерал-майор авиации (11.05.1949)

## Награды
- Дважды Герой Советского Союза (14.06.1942, 19.08.1944)
- Три ордена Ленина (24.11.1941, 14.06.1942, 5.11.1954)
- Четыре ордена Красного Знамени (21.04.1940, 30.04.1944, 30.06.1944, 20.06.1949)
- Орден Ушакова II степени (10.08.1945)
- Орден Красной Звезды (3.11.1944)
- Орден «Знак Почёта» (25.05.1936)[8]
- Медаль «За оборону Ленинграда»
- Медаль «За оборону Кавказа»
- другие медали

## Память
- Бюсты Н. В. Челнокова установлены в Ленинграде — на Аллее Героев Московского парка Победы и в Иркутске на пересечении улиц Челнокова и Маяковского, на Аллее Героев в Феодосии.
- Его именем названа улица в Иркутске, на одном из домов которой установлена мемориальная доска.
- Его именем названа улица в Калининграде, на одном из домов которой установлена мемориальная доска.
- Его именем названа улица и школа № 38 в городе-герое Севастополе.
- Его именем назван улица и микрорайон в Феодосии.
- Мемориальная доска установлена в феврале 2022 года[9] в Москве по адресу: Новопесчаная улица, дом 19, корпус 3. Бронзовую мемориальную доску с портретным барельефом героя изготовил скульптор И. А. Бурганов[10].